# Eduardo Catalano

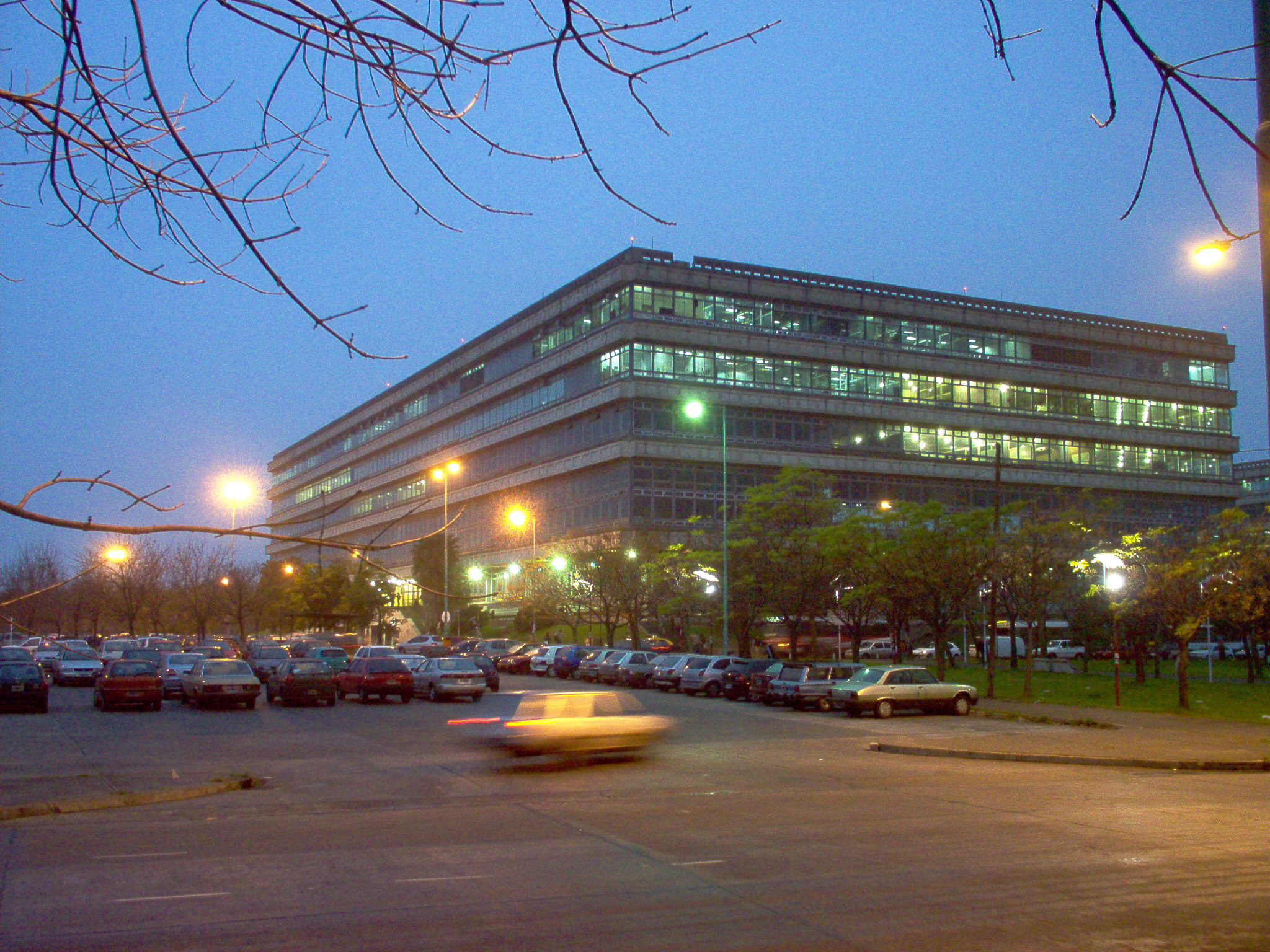
Ciudad Universitaria de Buenos Aires: paviljoen van de faculteit van Architectuur en Urbanisme.

Eduardo Fernando Catalano (Buenos Aires, 19 december 1917 - Cambridge (Massachusetts), 28 januari 2010) was een Argentijns architect.
Catalano studeerde met een beurs aan de universiteiten van Pennsylvania en Harvard. Van 1945 tot 1951 doceerde hij aan het "Architectural Association" in Londen. Vervolgens werd hij docent aan de " School of Design" in Raleigh, North Carolina State University. Van 1956 tot 1977 doceerde hij aan het MIT. Catalano "begreep de ondeelbare verhouding tussen ruimte en structuur" en kreeg voor zijn "Raleigh House" of "Catalano House" veel lof onder meer van Frank Lloyd Wright. Door verwaarlozing diende het gebouw echter in 2001 te worden afgebroken. Het Raleigh House uit 1954, het meest bekende werk van Catalano, heeft een hyperbolisch paraboloïde dak. Het dak, een gebogen structuur gebouwd met rechte elementen, was het resultaat van zijn onderzoek naar de geometrische en structurele eigenschappen van hyperbolische paraboloïden.
Andere gebouwen van Catalano zijn onder meer de Amerikaanse ambassade in Buenos Aires en in Pretoria, de "Juilliard School of Music" in het Lincoln Center in New York, Guilford County Courthouse in Greensboro (North Carolina) en het "Stratton Student Center" op MIT in Cambridge (Massachusetts). 

## Publicaties
- Gubitosi, Camillo, and Izzi, Alberto, Eduardo Catalano, Tentoonstellingscatalogus,  Napels, 1978.
- Catalano, Eduardo. Structure and Geometry, Cambridge Architectural Press, 1986.